# Ботанічний сад Блакитних гір
Ботанічний сад Блакитних гір (англ. Blue Mountains Botanic Garden, стара назва — Ботанічний сад Маунт-Томах) — ботанічний сад у Блакитних горах (Маунт-Томах, штат Новий Південний Уельс, Австралія). Був створений у 1970 році, відкритий для публіки у 1987 році. Ботанічний сад є членом Міжнародної ради ботанічних садів з охорони рослин (BGCI). 

## Графік роботи
Ботанічний сад відкритий щодня, крім Різдва (25 грудня).
9:00 — 17:30 (у будні),
9:30 — 17:30 (у вихідні та святкові дні).
Вхід до ботанічного саду вільний.

## Опис
Розташований на 105 км західніше Сіднея на висоті 1000 метрів над рівнем моря. Ботанічний сад спеціалізується на рослинах, які пристосовані до більш прохолодних кліматичних умов, ніж кліматичні умови Сіднея. На площі 28 га росте більше 40 тисяч рослин, 20% з яких складають місцеві австралійські рослини, більша частина інших рослин походить з південної півкулі. У колекції ботанічного саду найширше представлені рододендрони, хвойні і Proteaceae. Найстарішим деревом ботанічного саду є Eucalyptus fastigata, якому за оцінками більше 400 років.

## Галерея

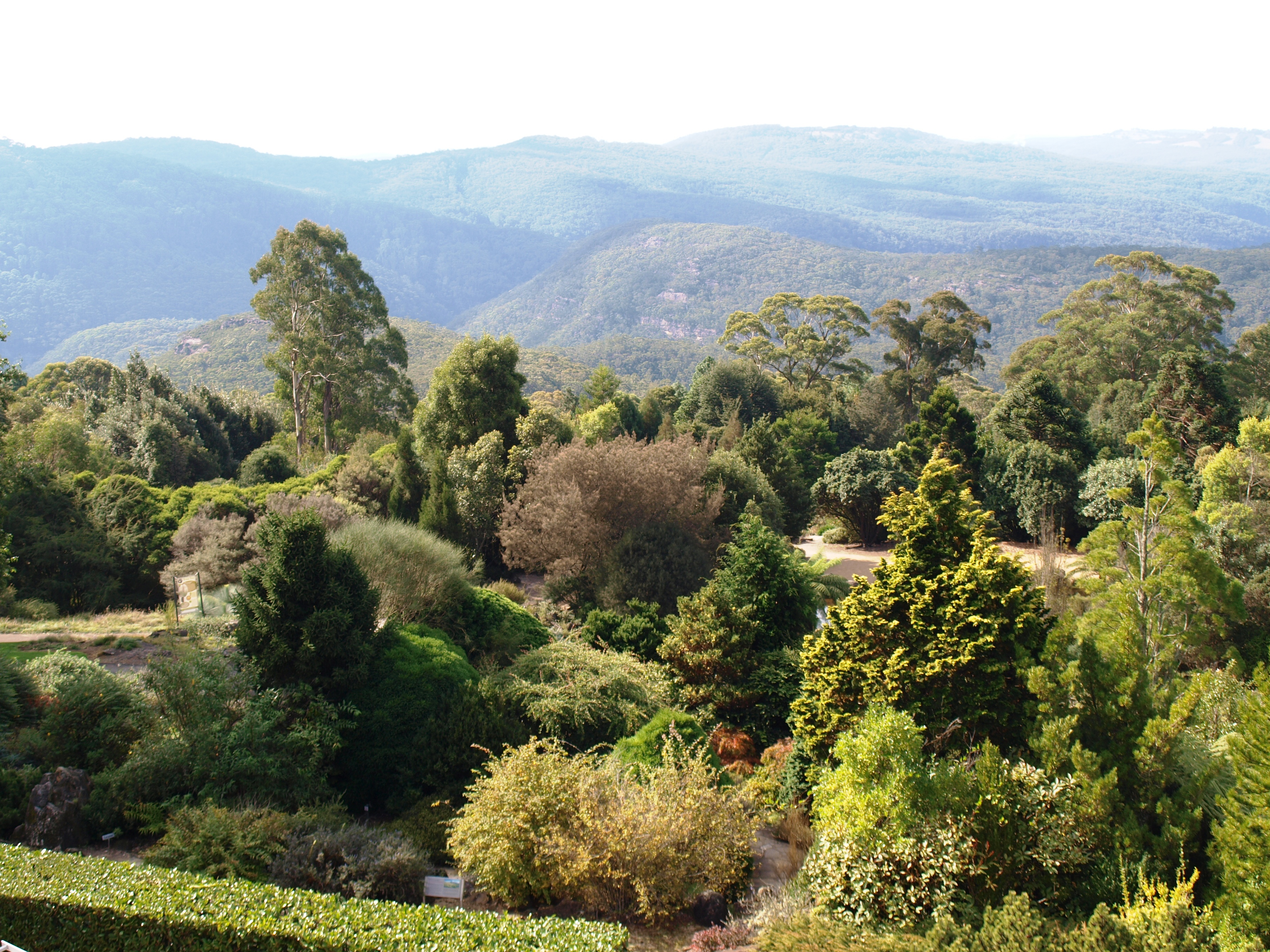
У ботанічному саду
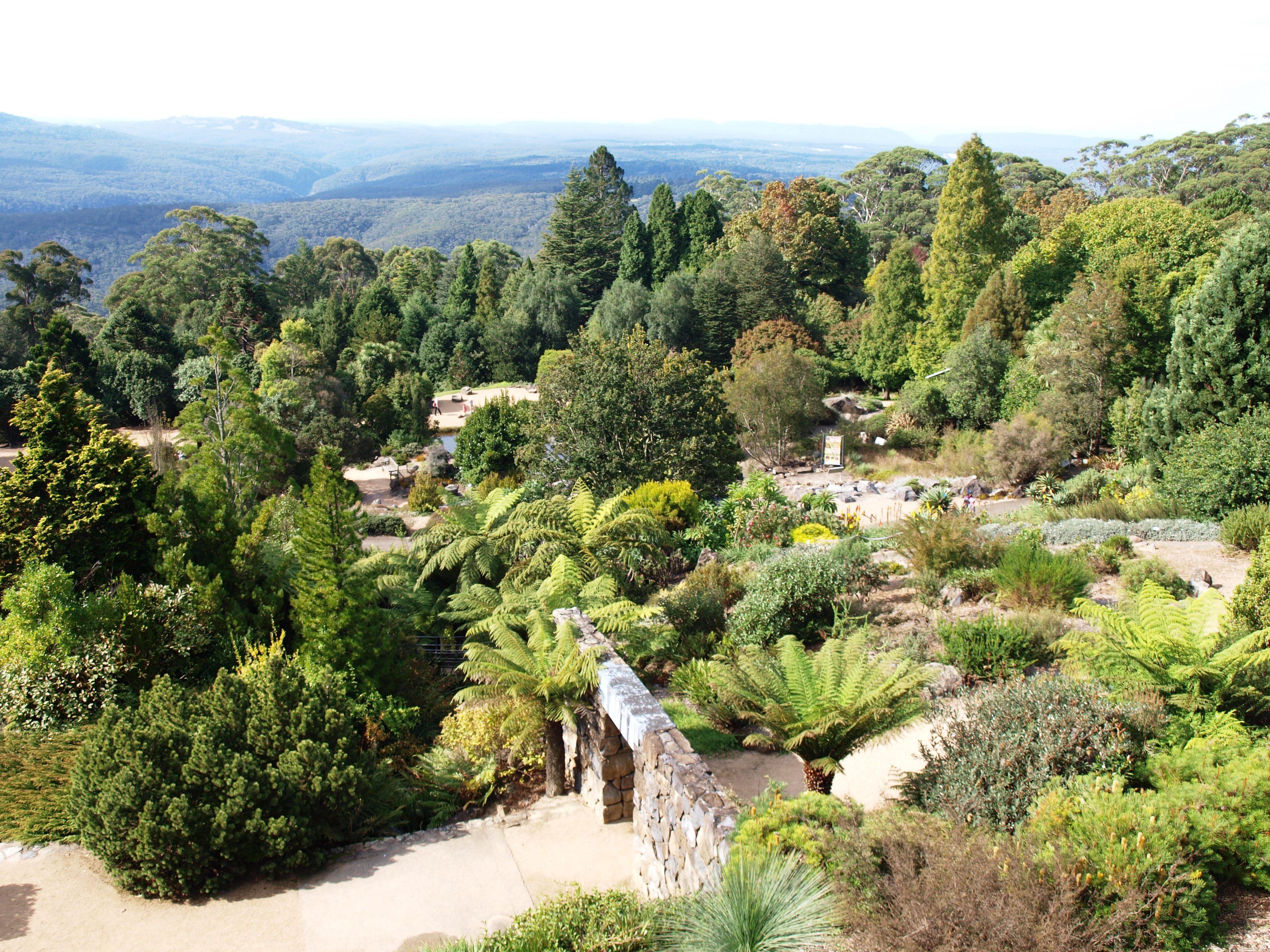
У ботанічному саду
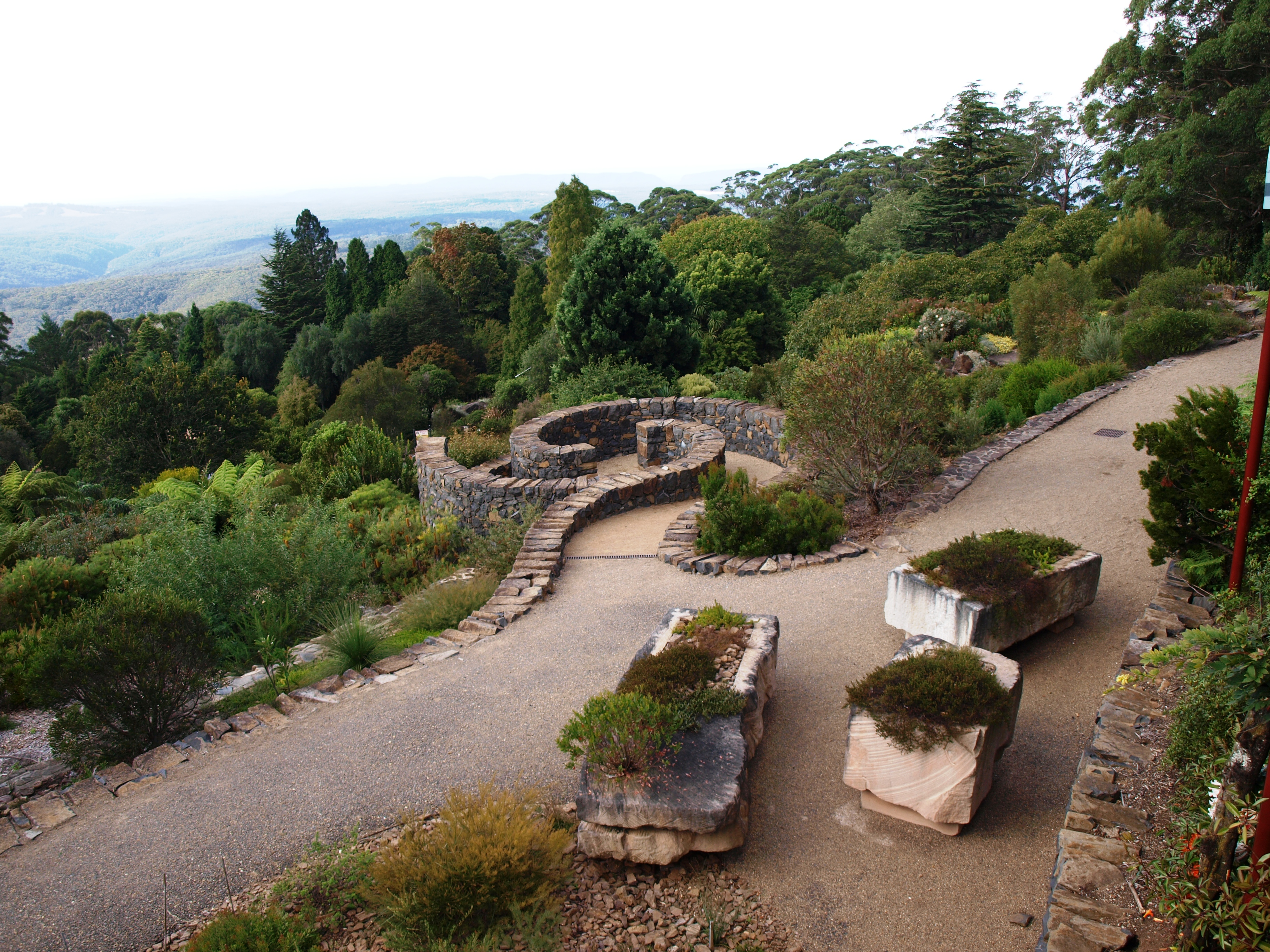
У ботанічному саду
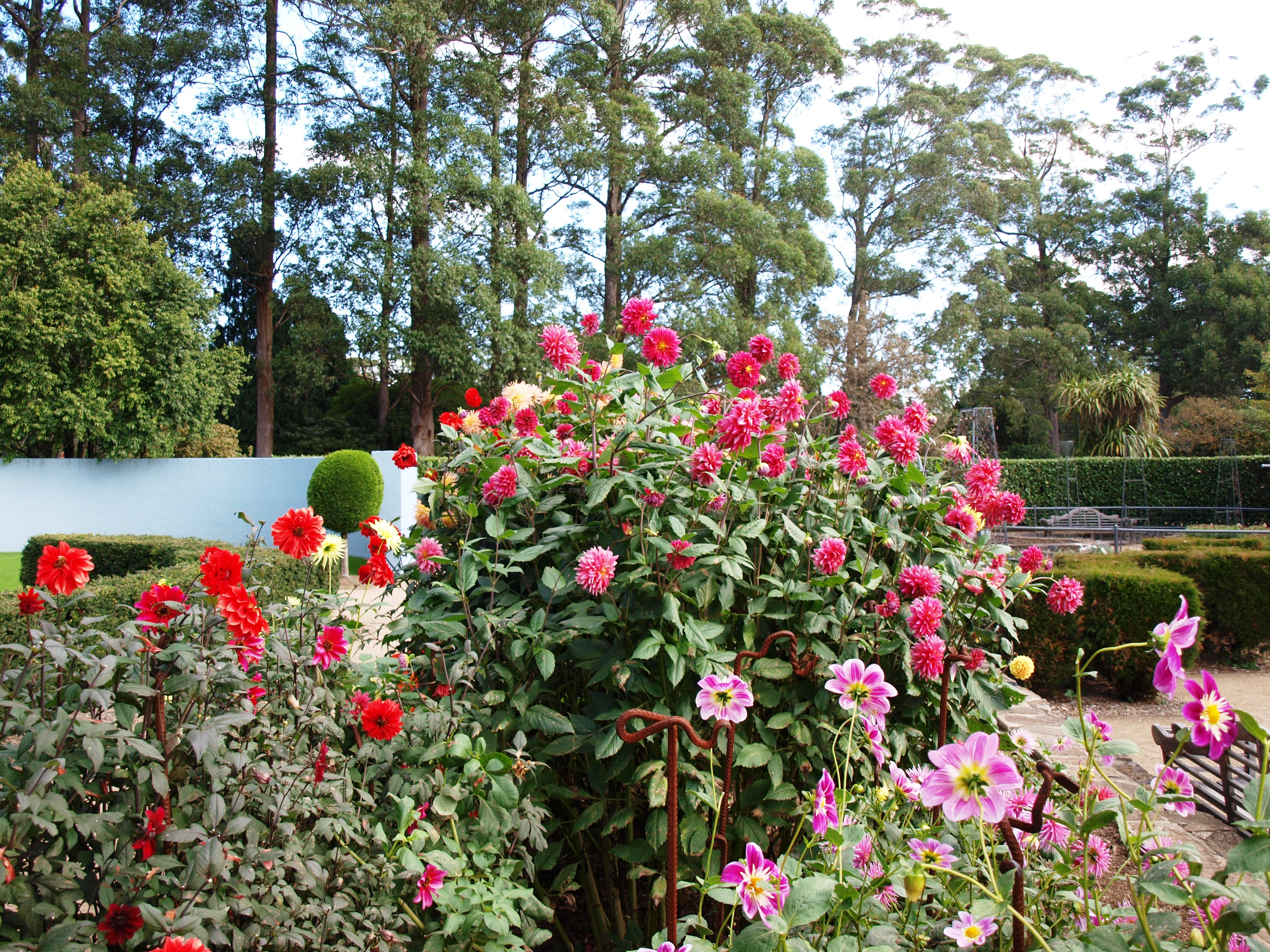
У ботанічному саду
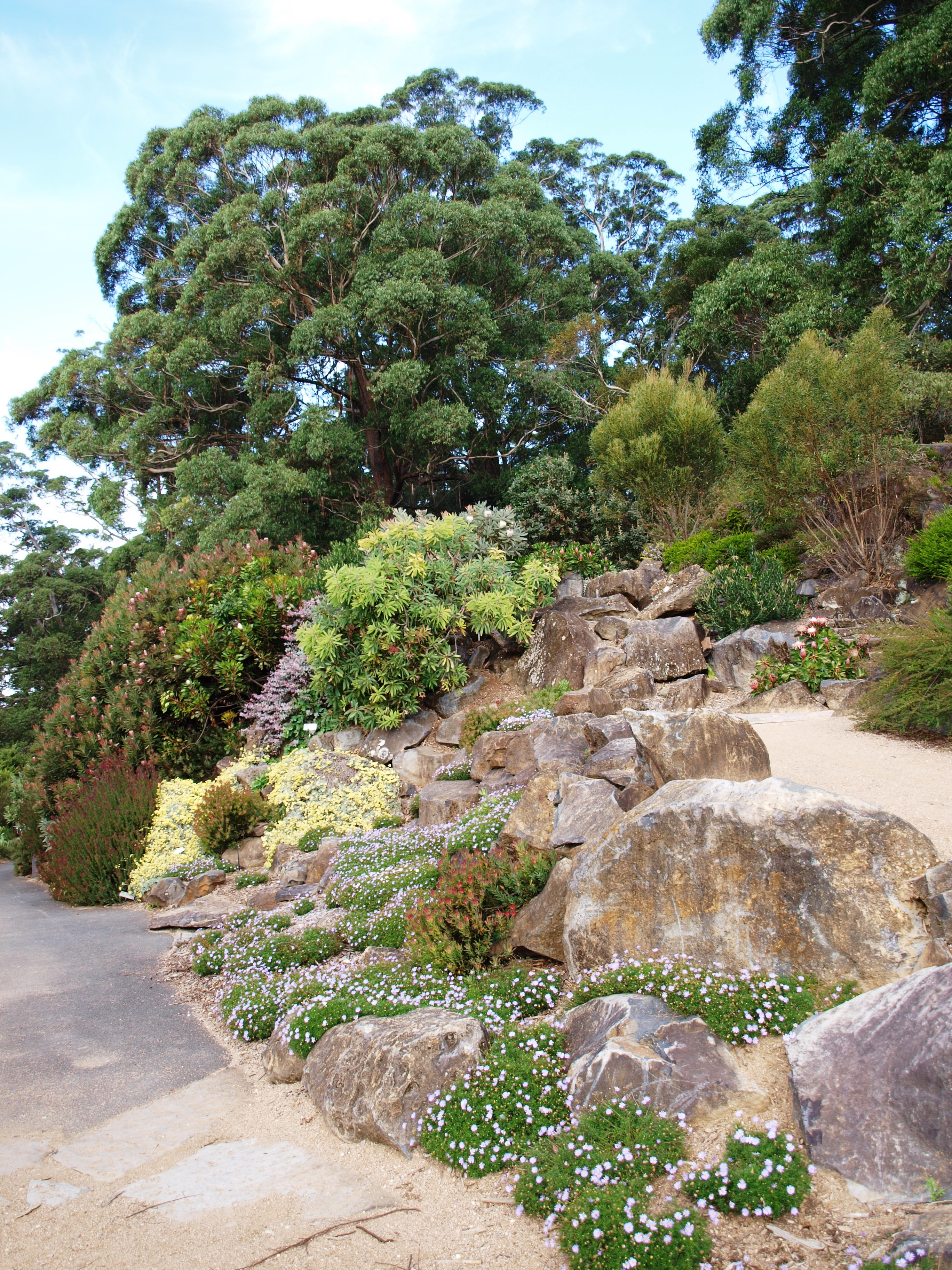
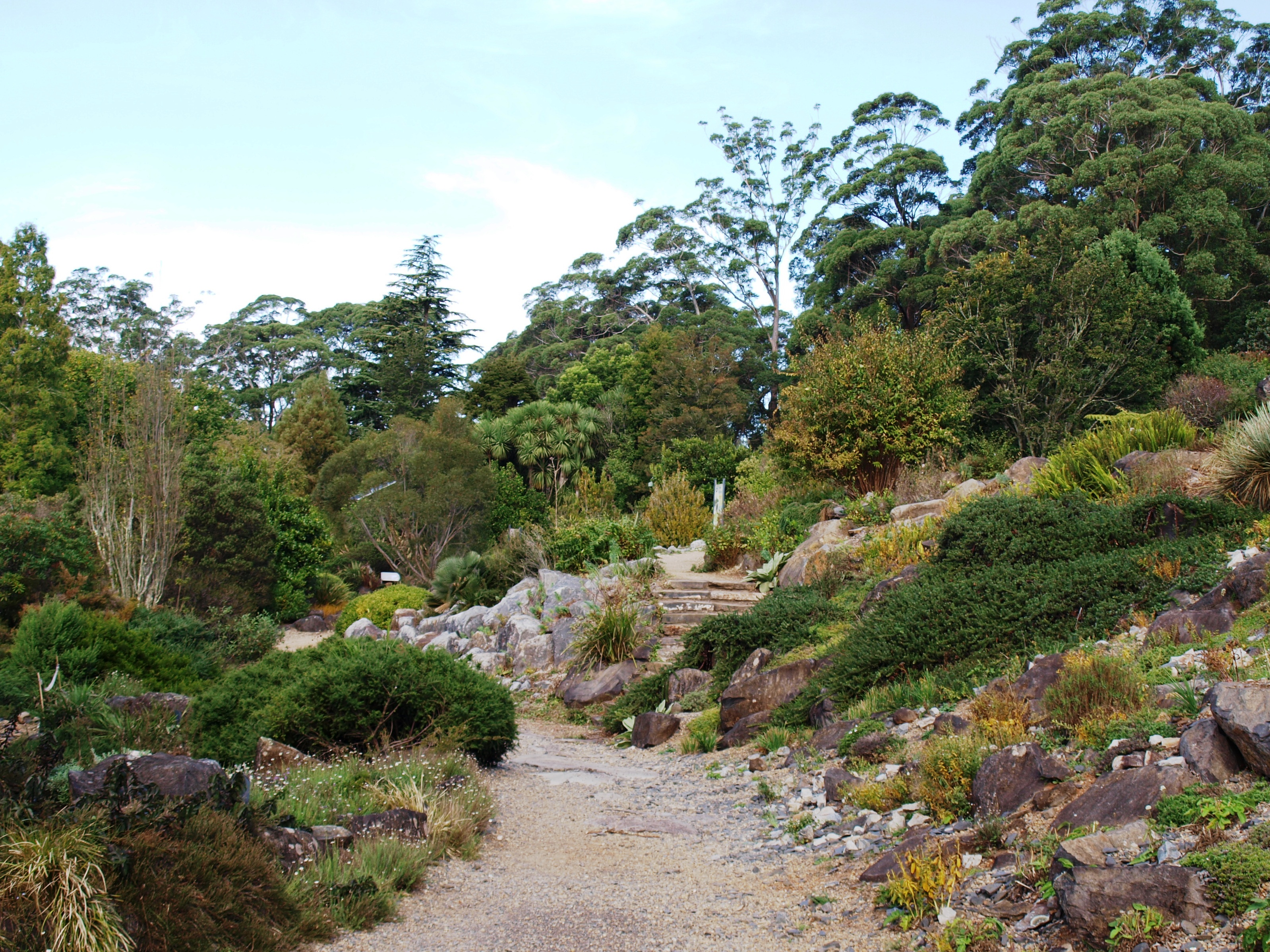
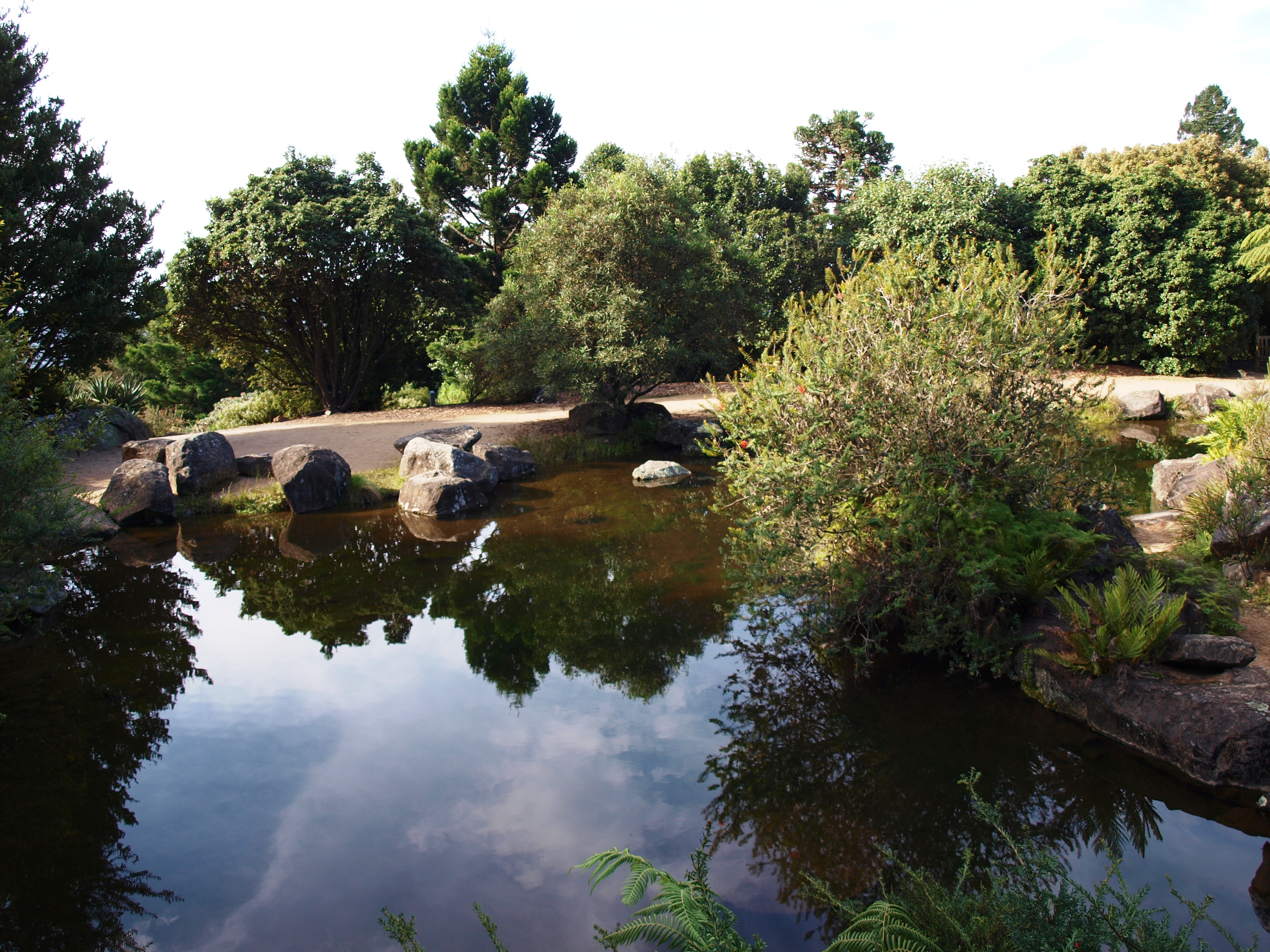
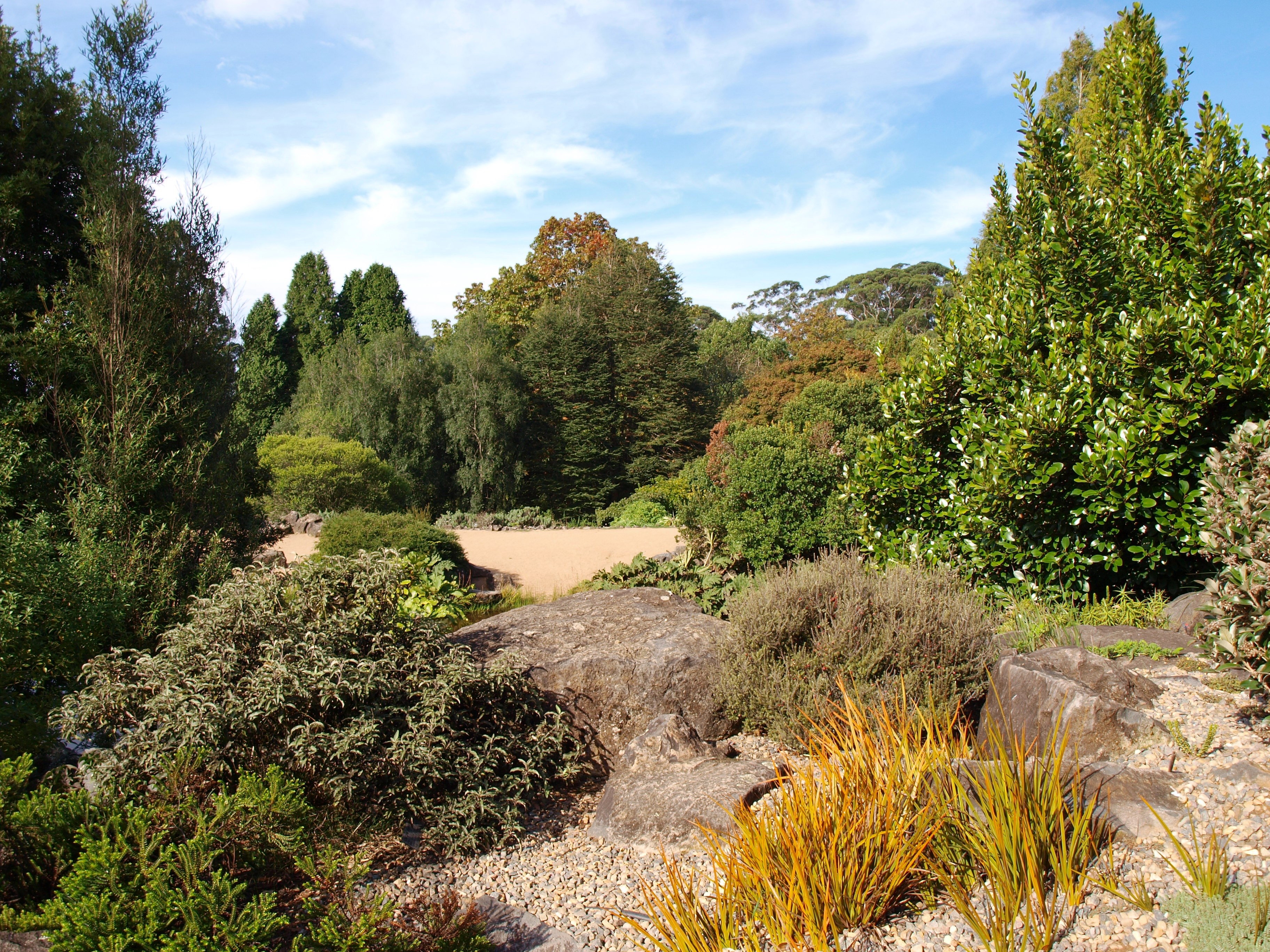
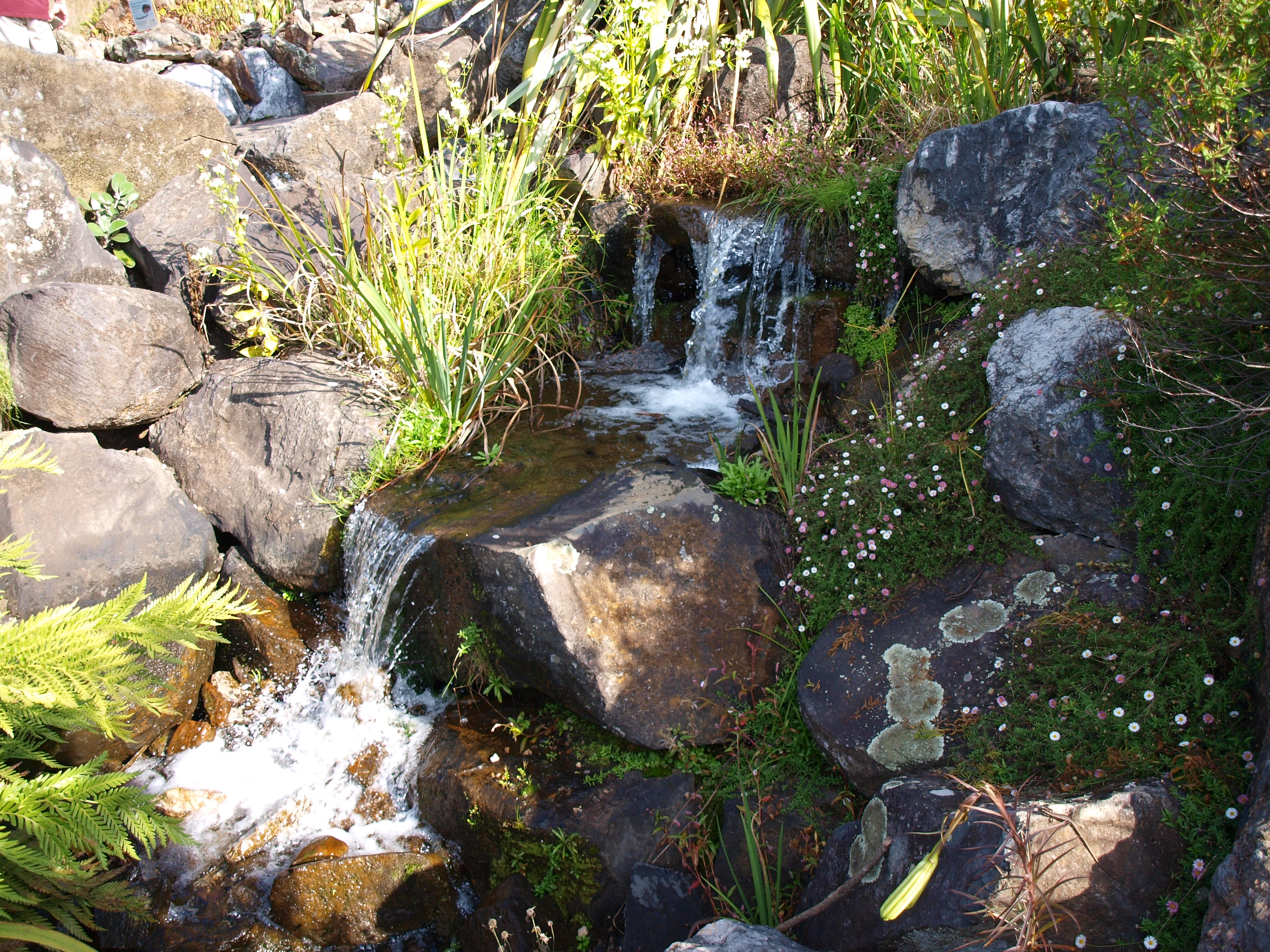
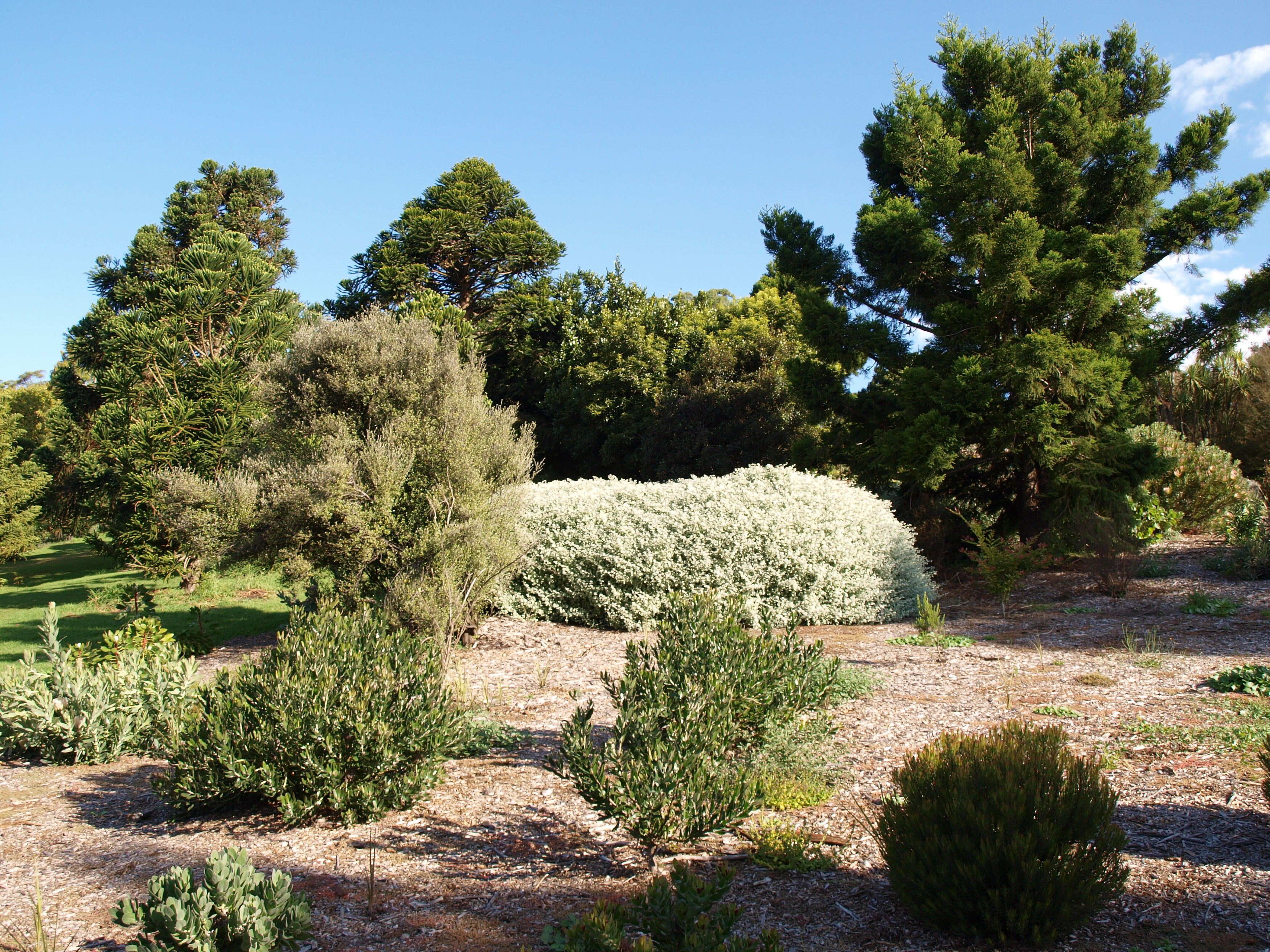
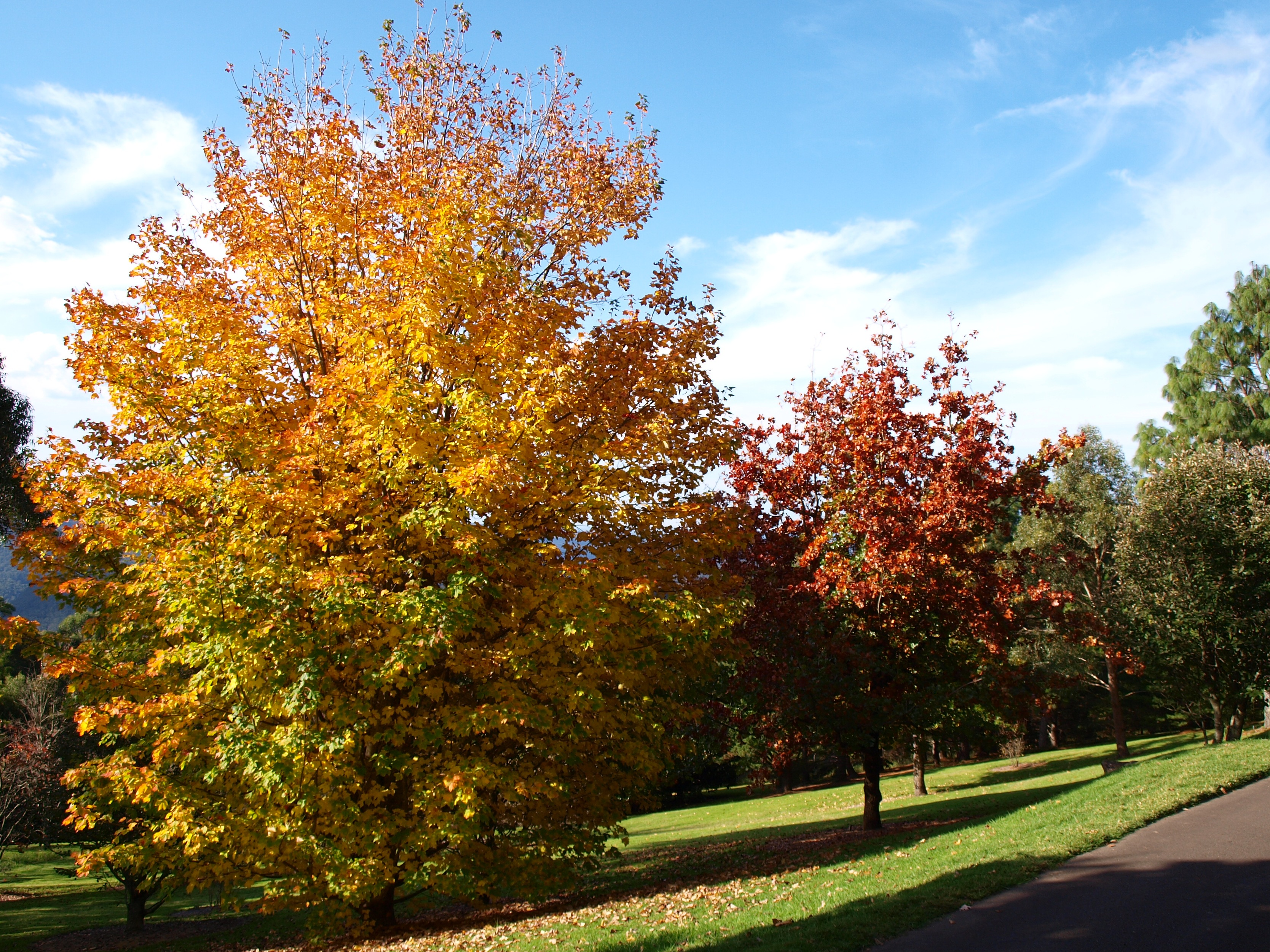
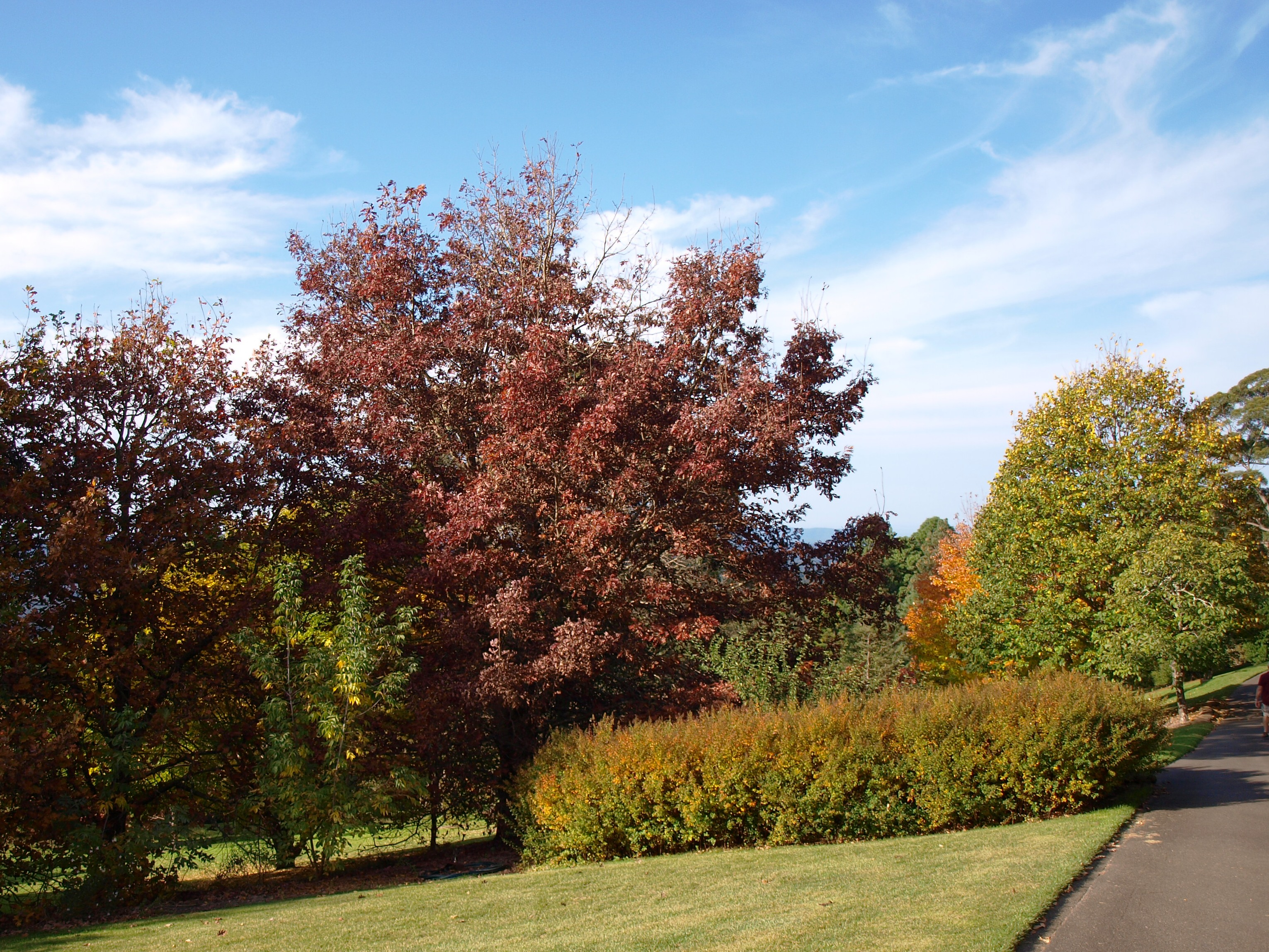
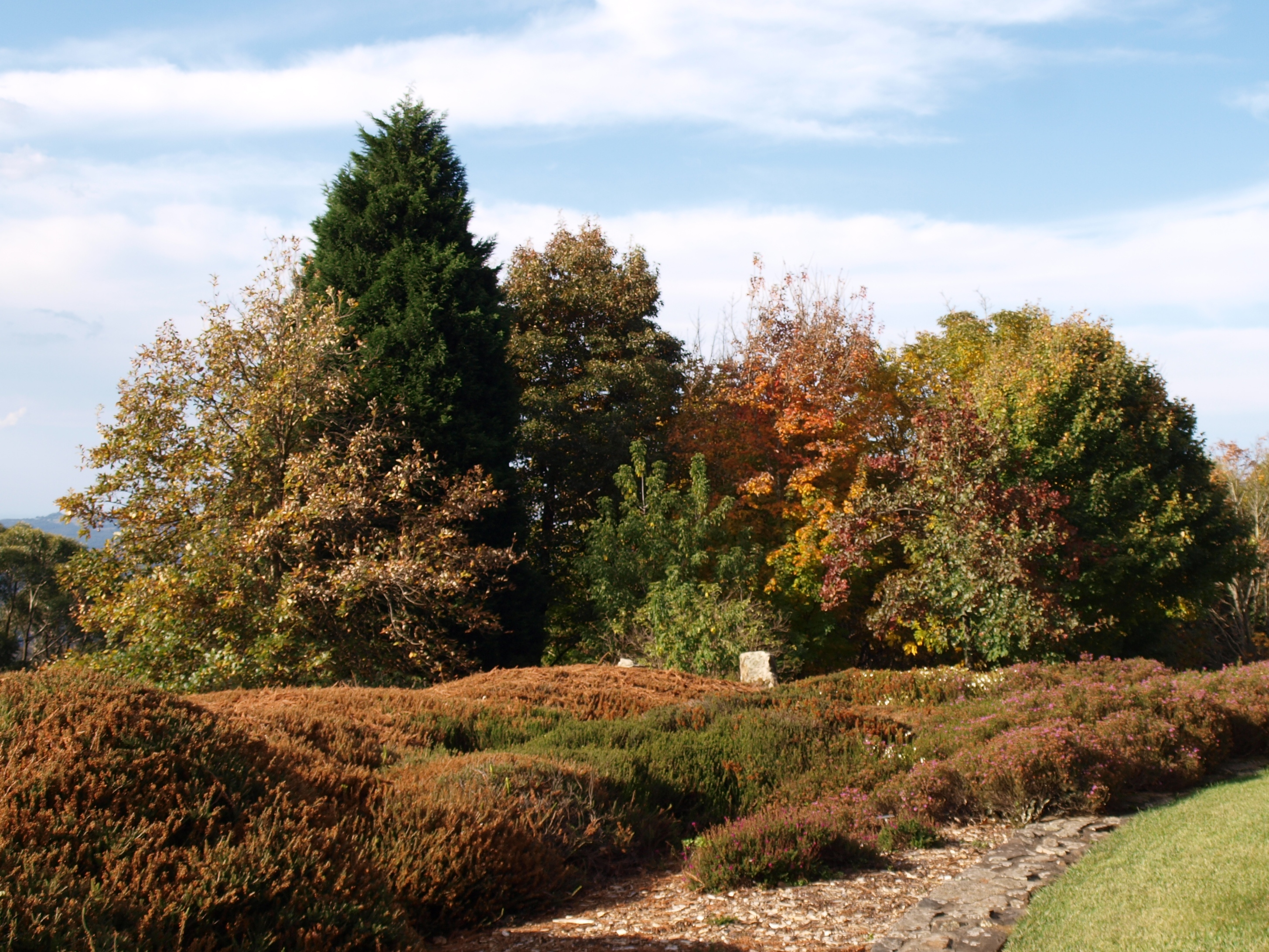
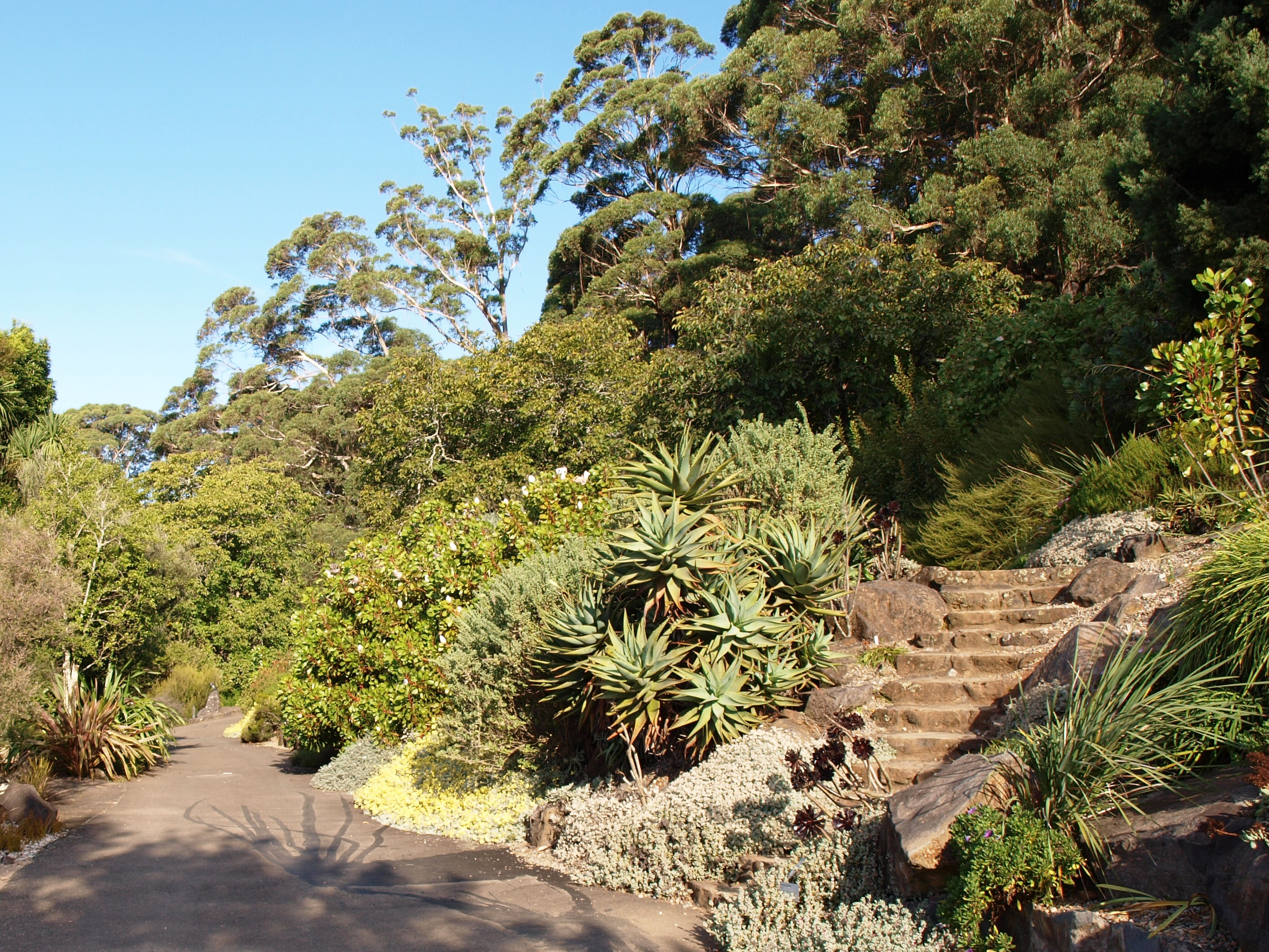
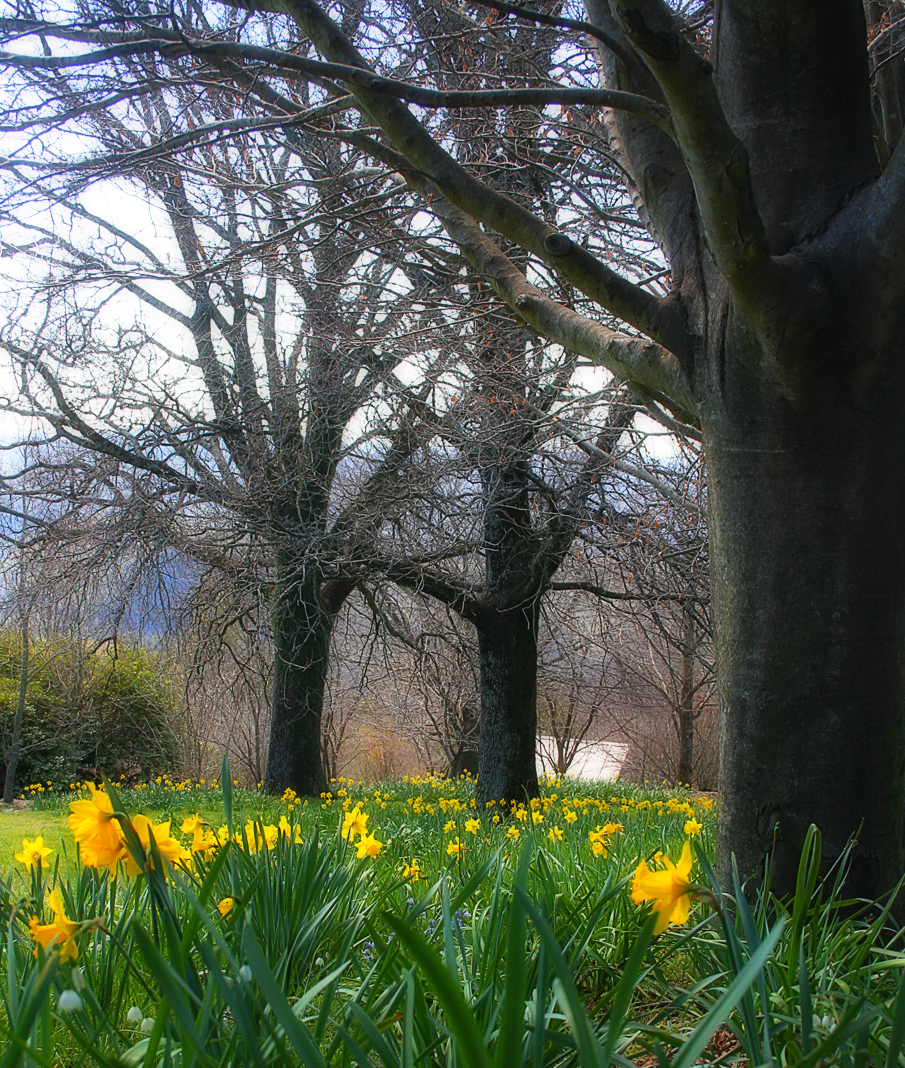
Ботанічний сад навесні
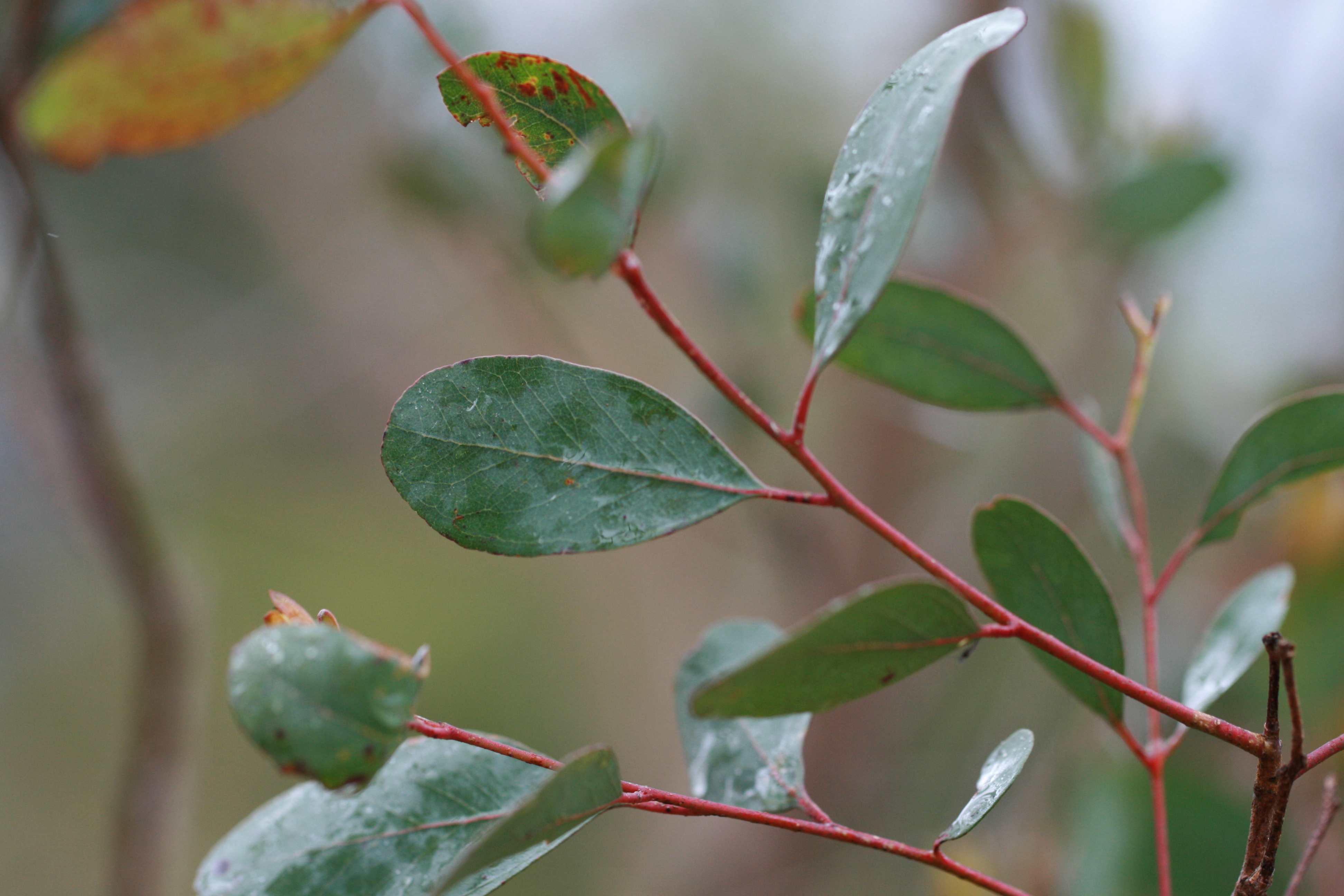
Eucalyptus camphora
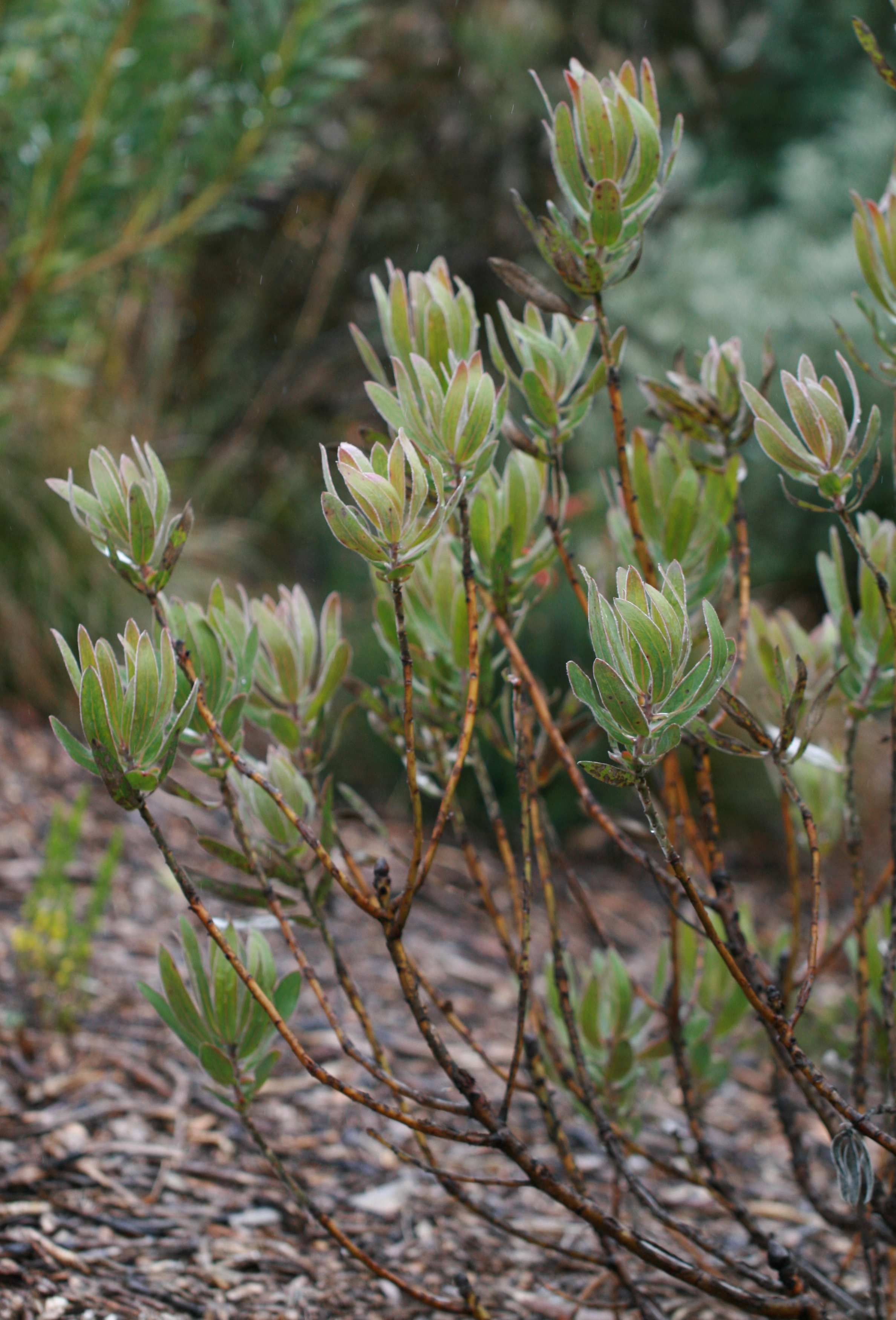
Protea compacta
Puya berteroana
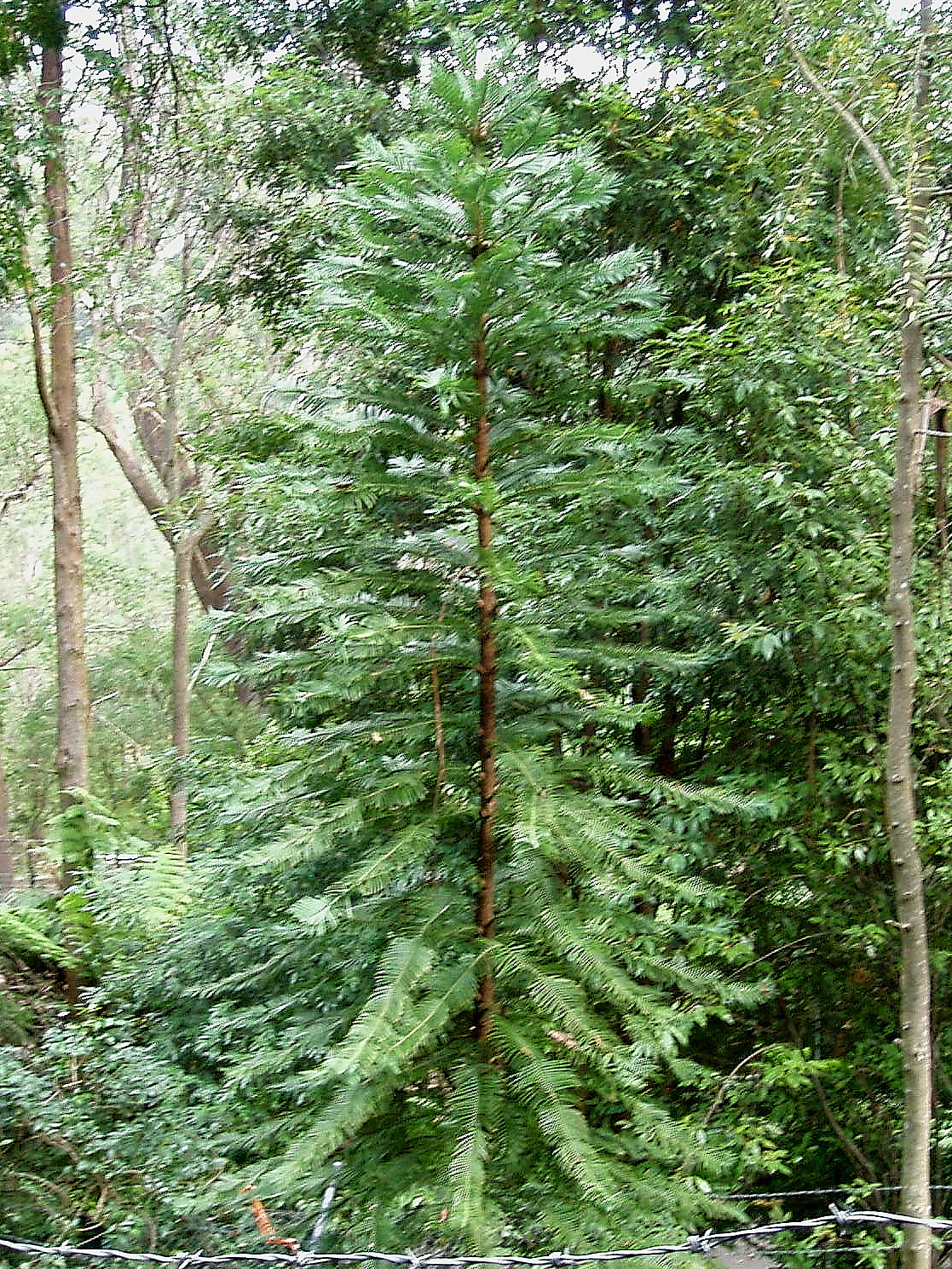
Wollemia nobilis
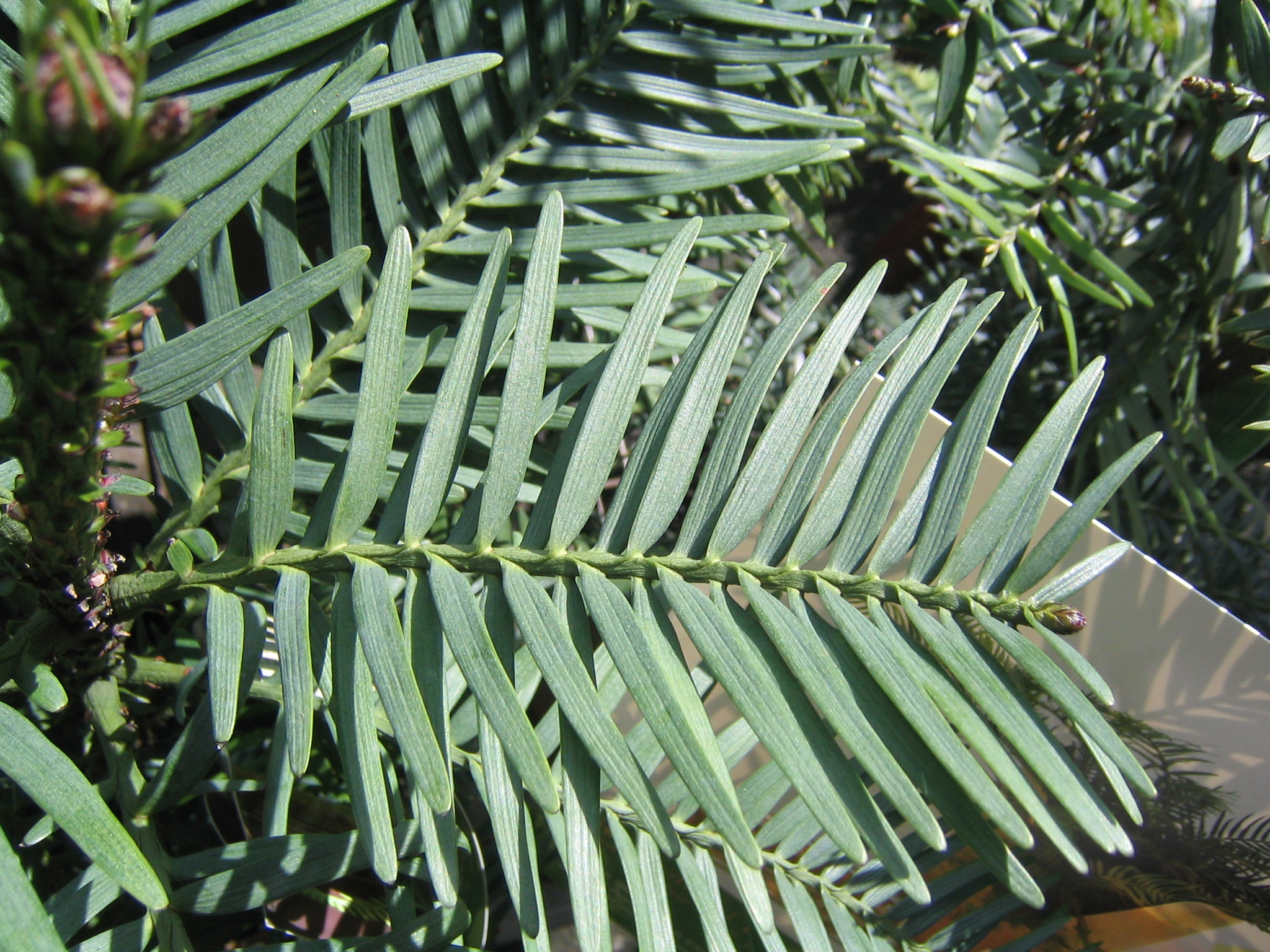
Лист Wollemia nobilis
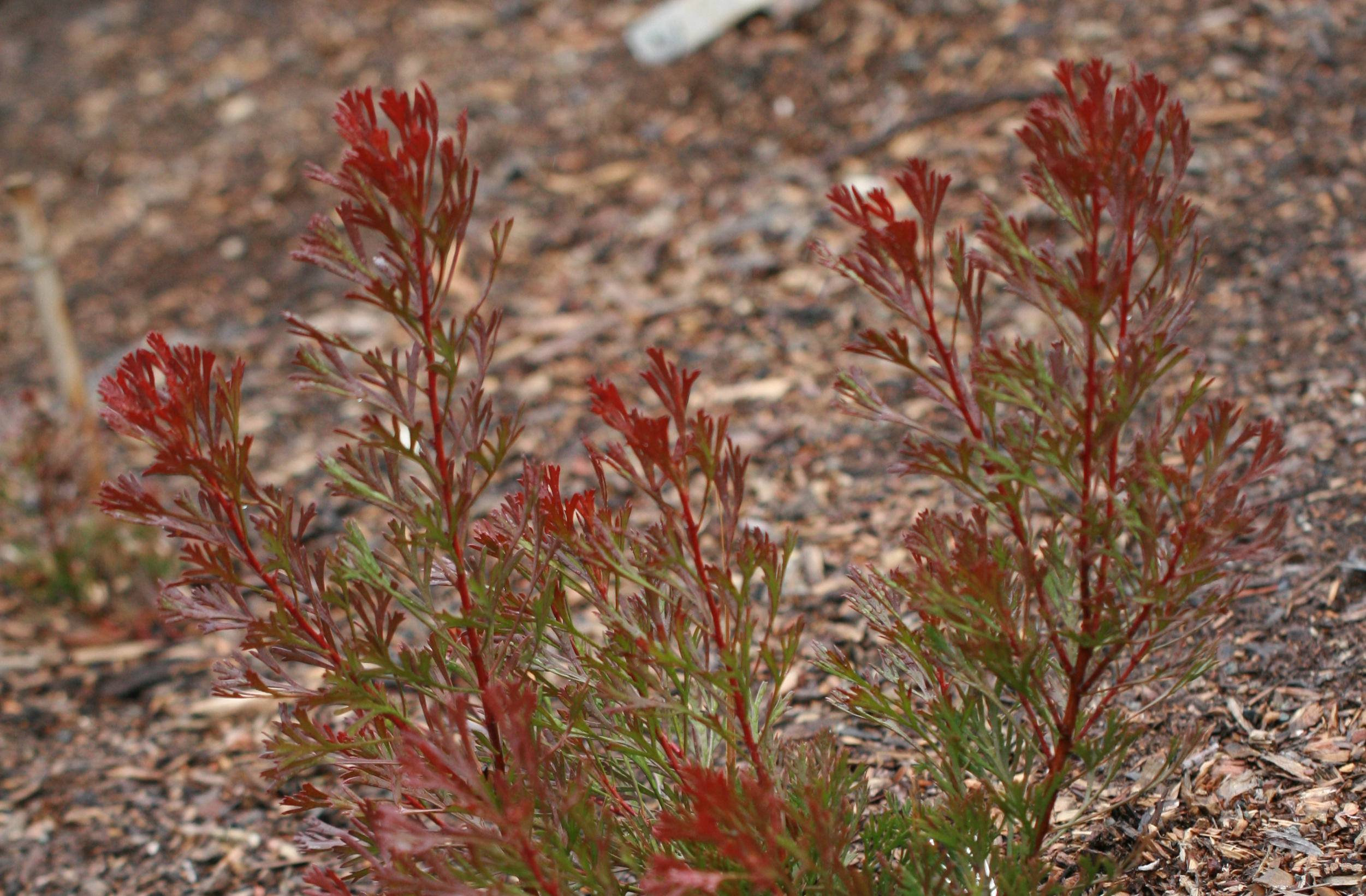
Isopogon anemonifolius